# Église dans la province des Antilles

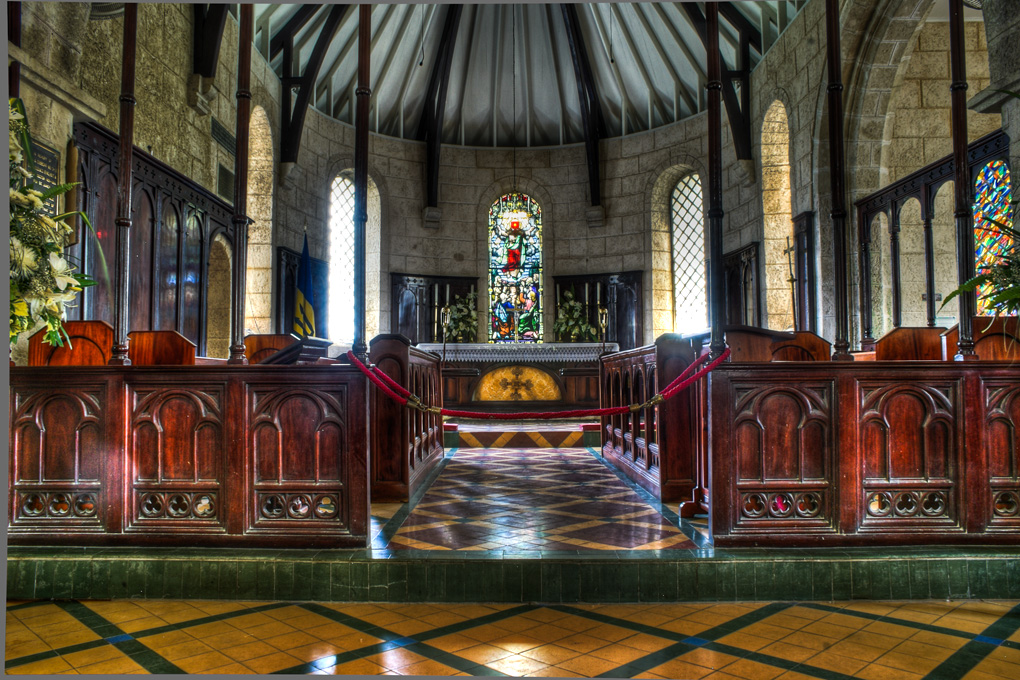
Le chœur de l'église paroissiale de Christ Church à la Barbade.

La Church in the Province of the West Indies (Église dans la province des Antilles) est une province de la Communion anglicane couvrant la région des Caraïbes. Elle est membre du Conseil  œcuménique des églises et de la Conférence des Églises de la Caraïbe.

## Historique
Elle fut fondée en 1883, quand les possessions britanniques des Caraïbes devinrent officiellement des colonies.

## Organisation
Elle compte huit diocèses, son actuel primat est l'archevêque Howard Gregory, évêque de Jamaïque et des îles Caïmans.
| Diocèse                                            | Évêque           | Siège          | Territoire |
| -------------------------------------------------- | ---------------- | -------------- | --- |
| Diocèse de la Barbade                              | Michael Maxwell  | Bridgetown     | Barbade |
| Diocèse des Bahamas et des îles Turques-et-Caïques | Laish Boyd       | Nassau         | Bahamas; Îles Turques-et-Caïques                                                                                                 |
| Diocèse de Belize                                  | Philip Wright    | Belize City    | Belize |
| Diocèse du Guyana                                  | Charles Davidson | Georgetown     | Guyana; Guyane; Suriname |
| Diocèse de Jamaïque et des îles Caïmans            | Howard Gregory   | Spanish Town   | Jamaïque; Îles Caïmans |
| Diocèse de la Caraïbe du Nord-Est et d'Aruba       | Errol Brooks     | The Valley     | Antigua-et-Barbuda; Aruba; Dominique; Montserrat; Saba; Saint-Christophe-et-Niévès; Saint-Barthélemy; Saint-Martin; Saint-Martin |
| Diocèse de Trinité-et-Tobago                       | Claude Berkley   | Port-d'Espagne | Trinité-et-Tobago |
| Diocèse des Îles du Vent                           | Leopold Friday   | Kingstown      | Saint-Vincent-et-les-Grenadines; Grenade; Sainte-Lucie                                                                           |